# Oleksandr Pieliechenko
Oleksandr Youriyovytch Pieliechenko, né le 7 janvier 1994 et tué au combat le 5 mai 2024, pendant l'invasion russe de l'Ukraine est un haltérophile ukrainien.

## Biographie
Oleksandr Youriyovytch Pieliechenko naît le 7 janvier 1994 à Stanytsia Louhanska, dans l'oblast de Louhansk.
Il est suspendu deux ans pour dopage de 2013 à 2015, après avoir été contrôlé positif au stanozolol, un stéroïde anabolisant.
Il remporte les Championnats d'Europe d'haltérophilie en 2016 et en 2017. Il participe aux Jeux olympiques d'été de 2016 et se classe quatrième dans la catégorie des moins de 85 kg. Il passe très près de remporter le titre.
En 2018, il est exclu des compétitions après avoir été contrôlé positif à un produit dopant, la chlortalidone, un produit diurétique masquant.
En février 2022, au début de l'invasion de l'Ukraine par la Russie, il rejoint les forces armées ukrainiennes et participe aux combats. Il est tué au combat le 5 mai 2024 et sa mort est annoncée le lendemain par la Fédération ukrainienne d'haltérophilie et le Comité national olympique ukrainien. Il est le premier athlète olympique à mourir lors de la guerre, mais parmi quatre cents personnalités du sport ukrainien qui sont mortes lors de ce conflit.

## Palmarès

### Championnats d'Europe d'haltérophilie
- 2017 à Split
  -  Médaille d'or en moins de 85 kg
- 2016 à Førde
  -  Médaille d'or en moins de 85 kg